# Caradjia sericea
Caradjia sericea är en fjärilsart som beskrevs av Hans Zerny 1928. Caradjia sericea ingår i släktet Caradjia och familjen nattflyn. Inga underarter finns listade i Catalogue of Life.